# لینویو (ویرجینیا)
لینویو (به انگلیسی: Laneview) یک منطقهٔ مسکونی در ایالات متحده آمریکا است که در شهرستان اسکس، ویرجینیا واقع شده‌است. لینویو ۳۹٫۰۱ متر بالاتر از سطح دریا واقع شده‌است.